# Jim Slaughter
James Walwer "Jim" Slaughter (Roanoke, Virginia, 13 de mayo de 1928-Central, Carolina del Sur, 2 de agosto de 1999) fue un jugador de baloncesto estadounidense que disputó una temporada en la NBA, y otra más en la ABL. Con 2,11 metros de estatura, jugaba en la posición de pívot.

## Trayectoria deportiva

### Universidad
Jugó durante cuatro temporadas con los Gamecocks de la Universidad de Carolina del Sur, en las que promedió 16,7 puntos por partido. Tiene la segunda mejor marca de rebotes en una temporada, con 16,5 por encuentro en 1951, estando considerado como uno de los mejores reboteadores de todos los tiempos, a pesar de que dicha estadística no empezó a contabilizarse hasta ese año. Se graduó con 1.521 puntos, la quinta mejor marca de la historia de los Gamecocks. En sus dos últimas temporadas fue incluido en el mejor quinteto de la Southern Conference.

### Profesional
Fue elegido en la trigésimo segunda posición del Draft de la NBA de 1951 por Tri-Cities Blackhawks, pero no llegó a firmar contrato, siendo fichado por los Baltimore Bullets, con los que debutó en el mes de enero. Acabó la temporada con ellos, disputando 28 partidos, en los que promedió 5,3 puntos y 5,3 rebotes.
Se marchó posteriormente a los Washington Capitols de la ABL, donde jugó una temporada en la que promedió 18,6 puntos por partido.

## Estadísticas de su carrera en la NBA

### Temporada regular
| Temporada | Edad | Equipo            | Liga | P  | TIT | MIN  | TC  | TCA | %TC  | \| TL | TLA | %TL  | REB | ASIS | FP  | PTS |
| 1951-52   | 23   | Baltimore Bullets | NBA  | 28 |     | 18.8 | 1.9 | 5.9 | .321 | 1.5   | 2.4 | .603 | 5.3 | 0.9  | 2.9 | 5.3 |
| Total     |      |                   | NBA  | 28 |     | 18.8 | 1.9 | 5.9 | .321 | 1.5   | 2.4 | .603 | 5.3 | 0.9  | 2.9 | 5.3 |